# Ancylonotopsis nigrovittipennis
Ancylonotopsis nigrovittipennis är en skalbaggsart som beskrevs av Stefan von Breuning och Teocchi 1977. Ancylonotopsis nigrovittipennis ingår i släktet Ancylonotopsis och familjen långhorningar. Inga underarter finns listade i Catalogue of Life.